# Phyllomyza securicornis
Phyllomyza securicornis är en tvåvingeart som beskrevs av Fallen 1823. Phyllomyza securicornis ingår i släktet Phyllomyza och familjen sprickflugor. Arten är reproducerande i Sverige. Inga underarter finns listade i Catalogue of Life.